# Надасварам

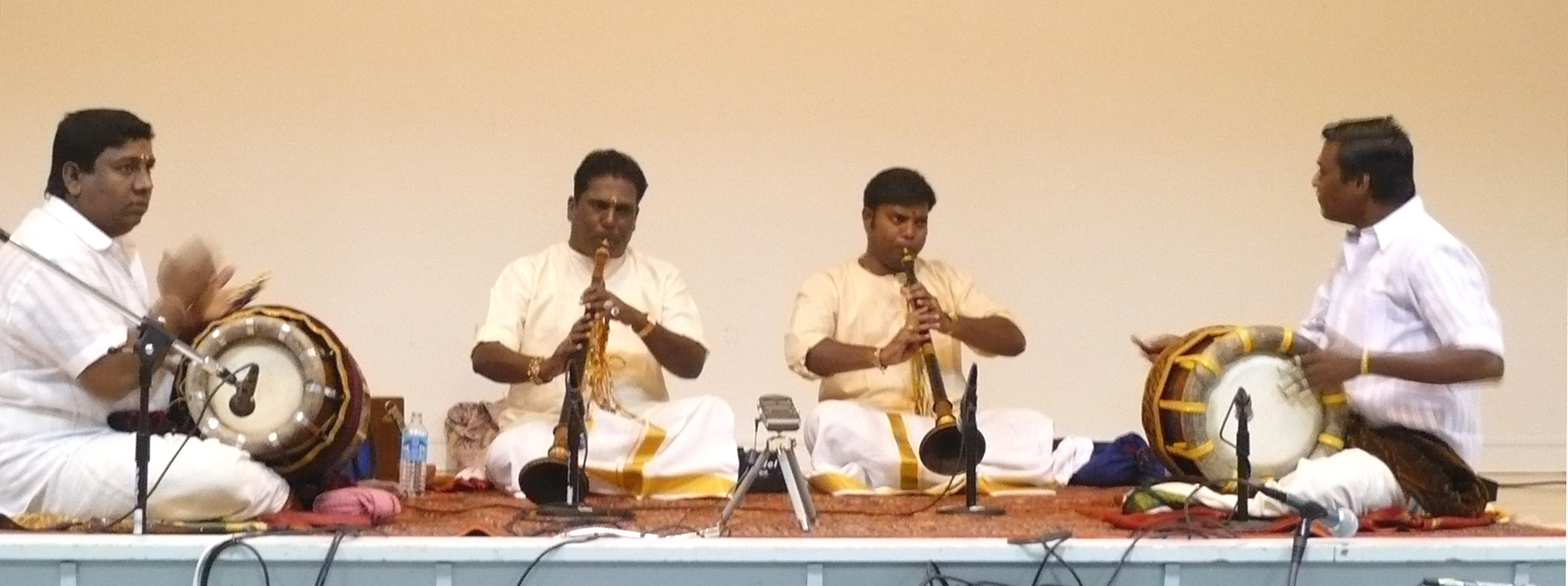
Ансамбль з надасварами

Надасварам або наґасварам (там. நாதஸ்வரம்) — південноіндійський духовий інструмент з подвійним язичком. Подібний до шенаї, що використовується на півночі Індії, але дещо ширший. Використовується в індуїстській класичній музиці Півдня. Вважається одним із так званих mangala vaidya — інструментів, що приносять благополуччя. Через це надасварам часто звучить під час весільних церемоній. Зазвичай надасварами грають у парі, у супроводі схожого інструмента отту та барабана тавіл.